# خورخي لويس لارا أغيلار
خورخي لويس لارا أغيلار هو سياسي مكسيكي، ولد في 6 أكتوبر 1954 في تشياباس في المكسيك. نشط حزبياً في حزب الثورة الديمقراطية. وقد انتخب عضو مجلس النواب المكسيك ‏.